# Sichtwahlautomatik

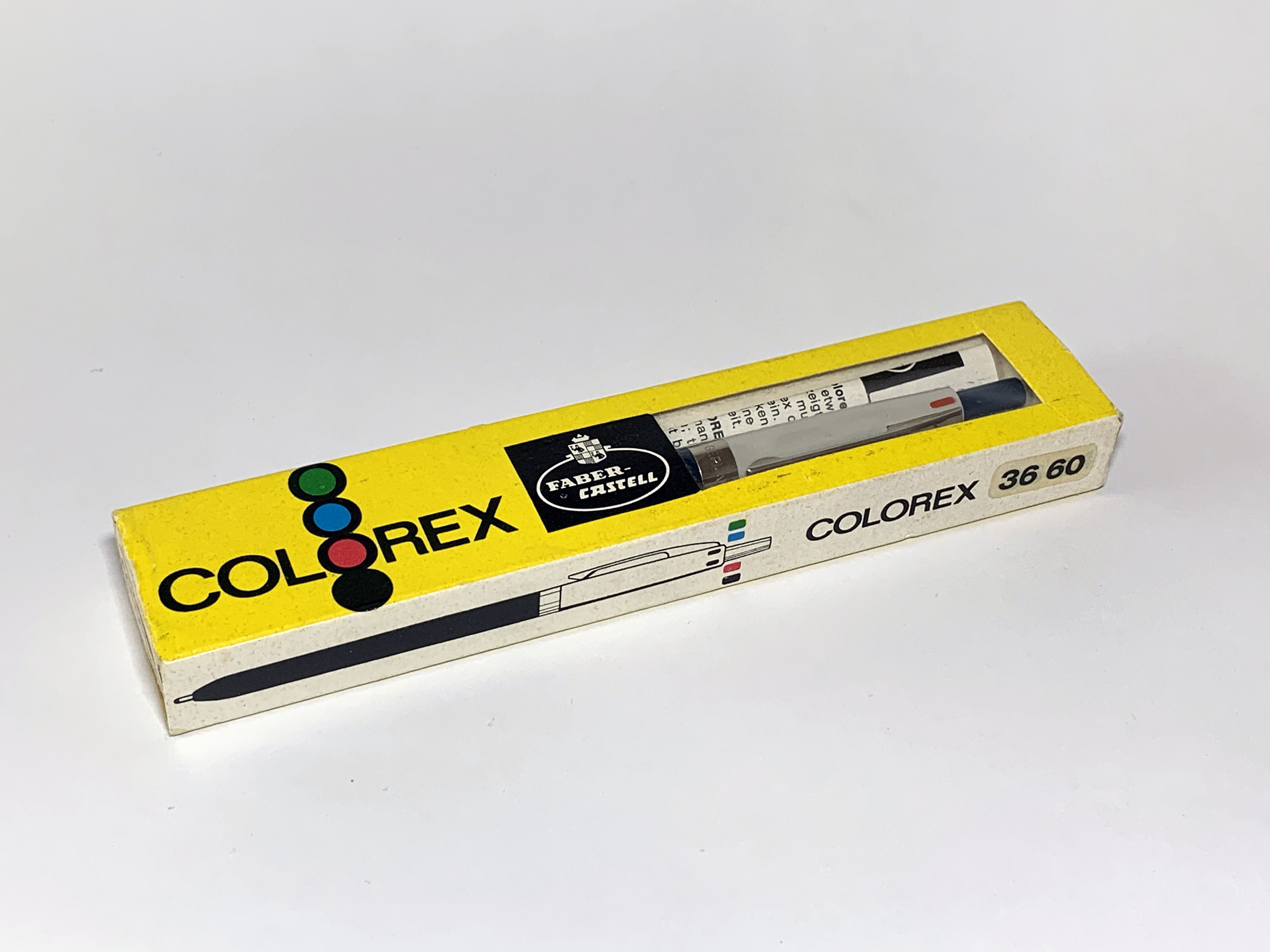
Vierfarbkugelschreiber Faber Castell „Colorex“ mit Sichtwahlautomatik

Die Sichtwahlautomatik ist eine Technik zum Auswählen der Schreibfarbe in einem Vierfarbkugelschreiber.
Um bei einem Kugelschreiber mit Sichtwahlautomatik die Schreibfarbe zu wählen, hält man den Kugelschreiber horizontal oder schräg, so dass die Markierung mit der gewünschten Farbe (üblicherweise schwarz, blau, rot oder grün) nach oben zeigt.
Beim Betätigen des Druckknopfes wird dann die Mine mit der entsprechenden Farbe aus dem Gehäuse herausgeschoben.
Die Sichtwahlautomatik wurde Anfang der 1960er Jahre entwickelt und wurde in den Folgejahren in Produkten eingesetzt, zum Beispiel 1968 im Vierfarbkugelschreiber „Colorex“ von Faber-Castell.
Sowohl der Begriff „Sichtwahlautomatik“ als auch die Produktwerbung der damaligen Zeit suggerieren, dass die Auswahl der gewünschten Schreibfarbe durch das bloße Anschauen der Farbe ausgelöst wird („Ein Blick... ein Druck... Schreiben“).
Der entsprechende englische Begriff gravity control weist auf die eigentliche Funktion der Sichtwahlautomatik hin, die auf einem einfachen Pendelmechanismus beruht:
Ein im Innern des Kugelschreibers beweglich aufgehängtes Gewicht liegt an der jeweils untenliegenden Mine und schiebt sie bei Betätigung des Druckknopfes aus dem Gehäuse.
Die Farbmarkierungen außen am Kugelschreiber sind jeweils gegenüber der dazugehörigen Mine positioniert.
Wenn dann von oben auf eine der Farbmarkierungen geblickt wird (d. h. wenn sie oben liegt), liegt die korrespondierende Mine unten, so dass sie über das Pendelgewicht aktiviert werden kann.
Die Nutzung der Schwerkraft hat zur Folge, dass die Sichtwahlautomatik nicht zuverlässig bzw. gar nicht funktioniert, wenn der Kugelschreiber senkrecht gehalten wird oder wenn von unten auf die auszuwählende Farbe geblickt wird.